# تاندر رود فیلمز
تاندر رود فیلمز (انگلیسی: Thunder Road Films) یک شرکت تامین مالی و تولید فیلم برای سینما و تلویزیون است که توسط باسیل ایوانیک تأسیس شد که در سنتا مونیکا، کالیفرنیا مستقر است.
تهیه‌کننده باسیل ایوانیک در اواسط دهه ۲۰۰۰ این شرکت را تأسیس کرد. در ژانویه ۲۰۱۲، پیتر لاوسون شرکت واینستین کمپانی را ترک کرد تا به عنوان رئیس تولید به تاندر رود فیلمز بپیوندد، و سپس در ژانویه ۲۰۱۴ به عنوان معاون اجرایی تولید و خرید در اوپن رود فیلمز به کار رفت. از اکتبر ۲۰۱۴، جاناتان فورمن معاون اجرایی تاندر رود فیلمز در امور تجاری است.
از تولیدات معرف این کمپانی می‌توان به سری فیلم‌های بی‌مصرف‌ها و جان ویک اشاره کرد.